# La vecindad
La vecindad é uma telenovela mexicana, produzida pela Televisa e exibida em 1964 pelo Telesistema Mexicano.

## Elenco
- Julissa
- Jacqueline Andere
- Ofelia Guilmáin
- Miguel Manzano